# محمد الخامس زغدي
محمد الخامس زغدي (1993 - 2019)، هو فنان مغني جزائري، أحد نجوم برنامج «فنان العرب». ولج عالم الغناء مبكرا وهو لم يتجاوز 15 سنة، تألق في عدة مسابقات فنية، على غرار برنامج “ألحان وشباب” في طبعته الثالثة، وبرنامج “فنان العرب”. يعتبر الفقيد من بين ألمع الفنانين الشباب ولديه جمهور غفير من المحبين، وترك عدة ألبومات غنائية.

## وفاته
صبيحة يوم الإثنين 30 سبتمبر 2019، وُجِدَ ميتًا أمام بيته في حي الرمال عاصمة ولاية وادي سوف. «تم اكتشاف جثة الفنان أمام باب المنزل أثناء خروج والده لصلاة الفجر، عكس ما تم تداوله أنه توفي في حادث مرور». وأوردت مصادر العائلة أن الفقيد تسلَّق عمودًا كهربائيًّا ليقفز لمنزله، بسبب ضياع مفتاح المنزل، بينما كان يريد فتح المستودع لركن سيارته فسقط منه.
قال عبد الجبار زغدي، شقيق الفنان الجزائري الراحل محمد الخامس زغدي، أن العائلة شاهدت تفاصيل الحادث الذي أودى بحياة إبنهم عبر كاميرات المنزل. ونفى شقيق محمد الخامس زغدي، كل الروايات التي تم تداولها، والتي تقول أن شقيقه توفي مقتولا.

## الجوائز
- حاصل على ”الميكرفون الذهبي” من مسابقة للهواة سنة 2007 عن أدائه لأغنية ”وحياتي عندك” للفنانة الراحلة ذكرى.
- كما حصل على جائزة ”العرجون الذهبي” للأغنية السوفية.[3]